# Katalonien-Rundfahrt 2021
Die Katalonien-Rundfahrt 2021 war die 100. Austragung des spanischen Etappenrennens. Das Radrennen fand vom 22. bis zum 28. März im Rahmen von sieben Etappen statt und war Teil der UCI WorldTour 2021.
Gesamtsieger wurde Adam Yates (Ineos Grenadiers) vor seinen Teamkollegen Richie Porte und Geraint Thomas. Esteban Chaves gewann die Bergwertung und die Punktewertung. Die Nachwuchswertung ging an João Almeida (Deceuninck-Quick-Step). Die Teamwertung sicherte sich die Ineos Grenadiers.

## Streckenführung
Insgesamt legten die Fahrer in den sieben Etappen 1095,5 Kilometer zurück. Es standen vier hüglige und zwei Bergetappen sowie ein Einzelzeitfahren am Programm. Die Strecke führt von Calella an der Costa del Maresme in die Pyrenäen und endete in der katalanischen Hauptstadt Barcelona rund um den Montjuïc. Der höchste Punkt der Rundfahrt war das Ski-Areal Valter 2000 auf 2145 m Seehöhe.
| Etappe         | Datum             | Strecke                                   | Typ                 | km     |
| -------------- | ----------------- | ----------------------------------------- | ------------------- | ------ |
| 1              | Mo, 22. März 2021 | Calella – Calella                         | Mittelgebirgsetappe | 178,5  |
| 2              | Di, 23. März 2021 | Banyoles – Banyoles                       | Einzelzeitfahren    | 18,5   |
| 3              | Mi, 24. März 2021 | Canal Olímpic de Catalunya – Vallter 2000 | Hochgebirgsetappe   | 203,5  |
| 4              | Do, 25. März 2021 | Ripoll – Port Ainé (Pallars Sobirà)       | Hochgebirgsetappe   | 166,5  |
| 5              | Fr, 26. März 2021 | La Pobla de Segur – Manresa               | Mittelgebirgsetappe | 201,5  |
| 6              | Sa, 27. März 2021 | Tarragona – Mataró                        | Mittelgebirgsetappe | 194    |
| 7              | So, 28. März 2021 | Barcelona – Barcelona                     | Mittelgebirgsetappe | 133    |
| Gesamtdistanz: | Gesamtdistanz:    | Gesamtdistanz:                            | Gesamtdistanz:      | 1095,5 |

## Reglement
Im Rahmen der 100. Auflage wurden Trikots für die Gesamtwertung (weiß/grün), Punktewertung (weiß/blau), Bergwertung (weiß/rot) und Nachwuchswertung (weiß/orange) vergeben. Zusätzlich gab es eine Teamwertung.
Für die Teamwertung wurden die Zeiten der drei besten Fahrer pro Etappe zusammengezählt. Während den Etappen gab es die Möglichkeit, Zeitbonifikationen zu gewinnen, um sich in der Gesamtwertung zu verbessern. Die Vergabe der Sekunden sowie der Punkte für die Punkte- und Bergwertung wird in der folgenden Tabelle erklärt.
Zum 100. Jubiläum der Rundfahrt wurde auf jeder Etappe, mit Ausnahme des Einzelzeitfahrens, eine zusätzliche Sprintwertung (Edicio 100) nach 100 gefahrenen Kilometern ausgetragen.
|                 |                             | 1. | 2. | 3. | 4. | 5. | 6. | 7. | 8. | 9. | 10. | Platz    |
| Punktewertung   | Zielankunft                 | 10 | 6  | 4  |    |    |    |    |    |    |     | Punkte   |
| Punktewertung   | Zwischensprint              | 3  | 2  | 1  |    |    |    |    |    |    |     | Punkte   |
| Punktewertung   | Zwischensprint (Edicio 100) | 3  | 2  | 1  |    |    |    |    |    |    |     | Punkte   |
| Bergwertung     | 'Especial' Kategorie        | 26 | 20 | 16 | 14 | 12 | 10 | 8  | 6  | 4  | 2   | Punkte   |
| Bergwertung     | 1. Kategorie                | 10 | 8  | 6  | 4  | 2  | 1  |    |    |    |     | Punkte   |
| Bergwertung     | 2. Kategorie                | 5  | 3  | 2  | 1  |    |    |    |    |    |     | Punkte   |
| Bergwertung     | 3. Kategorie                | 3  | 2  | 1  |    |    |    |    |    |    |     | Punkte   |
| Bonussekununden | Zielankunft                 | 10 | 6  | 4  |    |    |    |    |    |    |     | Sekunden |
| Bonussekununden | Zwischensprint              | 3  | 2  | 1  |    |    |    |    |    |    |     | Sekunden |
| Bonussekununden | Zwischensprint (Edicio 100) | 3  | 2  | 1  |    |    |    |    |    |    |     | Sekunden |

## Teilnehmende Mannschaften und Fahrer
Neben den 19 UCI WorldTeams standen 5 UCI ProTeams am Start. Für jedes Team starteten sieben Fahrer. Von den 168 Fahrern erreichten 131 Fahrer das Ziel.
Mit Alejandro Valverde, Enric Mas (beide Movistar Team), Sepp Kuss, Steven Kruijswijk (beide Jumbo-Visma), João Almeida (Deceuninck-Quick Step), Jai Hindley (Team DSM), Wilco Kelderman (Bora-Hansgrohe), Rigoberto Urán, Hugh Carthy (EF Education-Nippo), Simon Yates, Esteban Chaves (Team BikeExchange), Daniel Martin, Michael Woods (Israel Start-Up Nation) und Nairo Quintana (Team Arkéa Samsic) standen gleich mehrere Gesamtklassement-Fahrer am Start.
Am stärksten aufgestellt war jedoch die Ineos-Grenadiers-Mannschaft, die mit Richie Porte, Richard Carapaz, Adam Yates und Geraint Thomas gleich vier Favoriten für den Rundfahrtensieg stellte.
In Abwesenheit Sprinter, konnten sich Fahrer wie Peter Sagan (Bora-Hansgrohe) und Dion Smith (Team BikeExchange) Chancen auf den weniger profilierten Etappen ausrechnen.
Chris Froome (Israel Start-Up Nation) fuhr nach der UAE Tour seine zweite Rundfahrt mit dem Ziel, sich weiter zu verbessern. Marc Hirschi gab sein Debüt für das UAE Team Emirates.
| UCI WorldTeams | UCI WorldTeams        | UCI WorldTeams | UCI WorldTeams                    | UCI WorldTeams | UCI WorldTeams    | UCI ProTeams | UCI ProTeams       |
| -------------- | --------------------- | -------------- | --------------------------------- | -------------- | ----------------- | ------------ | ------------------ |
| ACT            | AG2R Citroën Team     | GFC            | Groupama-FDJ                      | DSM            | Team DSM          | ARK          | Team Arkéa Samsic  |
| APT            | Astana-Premier Tech   | IGD            | Ineos Grenadiers                  | TJV            | Jumbo-Visma       | GAZ          | Gazprom-RusVelo    |
| TBV            | Bahrain-Victorious    | TCS            | Intermaché-Wanty-Gobert Matériaux | TQA            | Qhubeka Assos     | RLY          | Rally Cycling      |
| BOH            | Bora-hansgrohe        | ISN            | Israel Start-Up Nation            | TFS            | Trek-Segafredo    | EKP          | Equipo Kern Pharma |
| COF            | Cofidis               | LTS            | Lotto Soudal                      | UAD            | UAE Team Emirates | EUS          | Euskaltel-Euskadi  |
| DQT            | Deceuninck-Quick-Step | MOV            | Movistar Team                     |                |                   |              |                    |
| EFN            | EF Education-Nippo    | BEX            | Team BikeExchange                 |                |                   |              |                    |

## Rennverlauf und Ergebnisse
Auf der ersten Etappe setzten sich Andreas Kron (Lotto-Soudal), Luis León Sánchez (Astana-Premier Tech), Rémy Rochas (Cofidis) und Lennard Kämna (Bora-Hansgrohe) 23 Kilometer vor dem Ziel vom Peloton ab. Die Gruppe rettete sich mit 16 Sekunden ins Ziel und Andreas Kron streifte sich mit dem Etappensieg als erster Fahrer das Leader-Trikot über. Chris Froome (Israel Start-Up Nation) erreichte das Ziel mit über acht Minuten Rückstand, nachdem er auf dem Port de Santa Fe del Montseny (1. Kategorie) etwa 60 Kilometer vor dem Ziel abgehängt worden war.
Das Zeitfahren der zweiten Etappe gewann Rohan Dennis (Ineos-Grenadiers). Die Gesamtführung übernahm João Almeida, zeitgleich mit Brandon McNulty (UAE Team Emirates).
Auf der dritten Etappe stand eine Bergwertung in Vallter 2000 auf dem Programm. Adam Yates (Ineos Grenadiers) griff rund zwei Kilometer vor dem Ziel an, nachdem er sich gemeinsam mit Sepp Kuss (Jumbo-Visma) und Alejandro Valverde (Movistar Team) vom Feld hatte lösen können. Der Brite gewann die Etappe 19 Sekunden vor Esteban Chaves (Team BikeExchange) und etwa 30 Sekunden vor den restlichen Gesamtklassement-Fahrern. Zudem übernahm Adam Yates die Gesamtführung mit einem Vorsprung von 45 Sekunden auf seinen Teamkollegen Richie Porte.
Die zweite Bergankunft, die im Rahmen der vierten Etappe ausgetragen wurde, gewann Esteban Chaves mit sieben Sekunden Vorsprung auf eine neun Fahrer umfassende Gruppe. Während Adam Yates seine Gesamtführung verteidigte, verlor João Almeida seinen dritten Gesamtrang an Geraint Thomas (Ineos Grenadiers).
Auf der fünften Etappe gewann Lennard Kämna aus einer Ausreißergruppe, von der er sich 12 Kilometer vor dem Ziel lösen konnte. Die sechste Etappe ging an Peter Sagan (Bora-Hansgrohe), der im Sprint vor Daryl Imey (Israel Start-Up Nation) siegte. Beide Etappen brachten keine Veränderung in der Gesamtwertung.
Die siebte und letzte Etappe gewann Thomas De Gendt (Lotto-Soudal) nach einem Angriff aus der Ausreißergruppe. Adam Yates kam in der Gruppe der Gesamtklassement-Fahrer ins Ziel und sicherte sich den Rundfahrtsieg vor seinen beiden Teamkollegen Richie Porte und Geraint Thomas.
Etappe 1: Calella – Calella (178,5 km)
Start und Ziel der ersten Etappe war Calella an der Costa del Maresme. Auf der Schleife um die Stadt wurden jeweils eine Bergwertung der 3.,2., und 1. Kategorie sowie drei Zwischensprintwertungen ausgetragen.
| Platz | Fahrer             | Nation | Team                       | Zeit                   |
| ----- | ------------------ | ------ | -------------------------- | ---------------------- |
| 01.   | Andreas Kron       | DEN    | Lotto Soudal               | 4:20:15 h (41,13 km/h) |
| 02.   | Luis León Sánchez  | ESP    | Astana-Premier Tech        | "                      |
| 03.   | Rémy Rochas        | FRA    | Cofidis, Solutions Crédits | "                      |
| 04.   | Lennard Kämna      | GER    | Bora-Hansgrohe             | "                      |
| 05.   | Dion Smith         | NZL    | Team BikeExchange          | + 0:16 min             |
| 06.   | Matej Mohorič      | SLO    | Bahrain-Victorious         | "                      |
| 07.   | Ide Schelling      | NED    | Bora-Hansgrohe             | "                      |
| 08.   | Alejandro Valverde | ESP    | Movistar Team              | "                      |
| 09.   | Alexander Kamp     | DEN    | Trek-Segafredo             | "                      |
| 10.   | Michael Valgren    | DEN    | EF Edukation-Nippo         | "                      |

| Platz | Fahrer             | Nation | Team                       | Zeit       |
| ----- | ------------------ | ------ | -------------------------- | ---------- |
| 01.   | Andreas Kron       | DEN    | Lotto Soudal               | 3:36:07 h  |
| 02.   | Luis León Sánchez  | ESP    | Astana-Premier Tech        | + 0:04 min |
| 03.   | Rémy Rochas        | FRA    | Cofidis, Solutions Crédits | + 0:06 min |
| 04.   | Lennard Kämna      | GER    | Bora-Hansgrohe             | + 0:10 min |
| 05.   | Dion Smith         | NZL    | Team BikeExchange          | + 0:26 min |
| 06.   | Matej Mohorič      | SLO    | Bahrain-Victorious         | "          |
| 07.   | Ide Schelling      | NED    | Bora-Hansgrohe             | "          |
| 08.   | Alejandro Valverde | ESP    | Movistar Team              | "          |
| 09.   | Alexander Kamp     | DEN    | Trek-Segafredo             | "          |
| 10.   | Michael Valgren    | DEN    | EF Edukation-Nippo         | "          |

Etappe 2: Banyoles – Banyoles (18,5 km)
Die siebte und letzte Etappe wurde als Einzelzeitfahren in Banyoles ausgetragen.
| Platz | Fahrer            | Nation | Team                  | Zeit                   |
| ----- | ----------------- | ------ | --------------------- | ---------------------- |
| 01.   | Rohan Dennis      | AUS    | Ineos-Grenadiers      | 0:22:27 h (49,44 km/h) |
| 02.   | Rémi Cavagna      | FRA    | Deceuninck-Quick-Step | + 0:05 min             |
| 03.   | João Almeida      | POR    | Deceuninck-Quick-Step | + 0:28 min             |
| 04.   | Brandon McNulty   | USA    | UAE-Team Emirates     | "                      |
| 05.   | Steven Kruijswijk | NED    | Jumbo-Visma           | + 0:33 min             |
| 06.   | Richie Porte      | AUS    | Ineos-Grenadiers      | + 0:34 min             |
| 07.   | Adam Yates        | GBR    | Ineos-Grenadiers      | + 0:35 min             |
| 08.   | Josef Černý       | CZE    | Deceuninck-Quick-Step | + 0:38 min             |
| 09.   | Stefan De Bod     | RSA    | Astana-Premier Tech   | "                      |
| 10.   | Geraint Thomas    | GBR    | Ineos-Grenadiers      | + 0:47 min             |

| Platz | Fahrer            | Nation | Team                  | Zeit       |
| ----- | ----------------- | ------ | --------------------- | ---------- |
| 01.   | João Almeida      | POR    | Deceuninck-Quick-Step | 4:43:26 h  |
| 02.   | Brandon McNulty   | USA    | UAE-Team Emirates     | "          |
| 03.   | Luis León Sánchez | ESP    | Astana-Premier Tech   | + 0:03 min |
| 04.   | Steven Kruijswijk | NED    | Jumbo-Visma           | + 0:05 min |
| 05.   | Richie Porte      | AUS    | Ineos-Grenadiers      | + 0:06 min |
| 06.   | Adam Yates        | GBR    | Ineos-Grenadiers      | + 0:07 min |
| 07.   | Stefan De Bod     | RSA    | Astana-Premier Tech   | + 0:10 min |
| 08.   | Geraint Thomas    | GBR    | Ineos-Grenadiers      | + 0:19 min |
| 09.   | Fausto Masnada    | ITA    | Deceuninck-Quick-Step | + 0:20 min |
| 10.   | Lennard Kämna     | GER    | Bora-Hansgrohe        | + 0:21 min |

Etappe 3: Canal Olímpic de Catalunya – Vallter 2000 (203,5 km)
Die dritte Etappe startete am Canal Olímpic de Catalunya südlich von Barcelona und endete nach drei Zwischensprintwertungen in dem Ski-Areal Vallter 2000 auf einer Höhe von 2145 m Seehöhe. Der Anstieg der Kategorie 'Especial' war der höchste der Rundfahrt.
| Platz | Fahrer             | Nation | Team                   | Zeit                   |
| ----- | ------------------ | ------ | ---------------------- | ---------------------- |
| 01.   | Adam Yates         | GBR    | Ineos-Grenadiers       | 5:00:58 h (40,49 km/h) |
| 02.   | Esteban Chaves     | COL    | Team BikeExchange      | + 0:13 min             |
| 03.   | Alejandro Valverde | ESP    | Movistar Team          | + 0:19 min             |
| 04.   | Geraint Thomas     | GBR    | Ineos-Grenadiers       | + 0:31 min             |
| 05.   | Harm Vanhoucke     | BEL    | Lotto Soudal           | "                      |
| 06.   | Sepp Kuss          | USA    | Jumbo-Visma            | "                      |
| 07.   | Hugh Carthy        | GBR    | EF Edukation-Nippo     | "                      |
| 08.   | Michael Woods      | CAN    | Israel Start-Up Nation | + 0:36 min             |
| 09.   | Richie Porte       | AUS    | Ineos-Grenadiers       | "                      |
| 10.   | Giulio Ciccone     | ITA    | Trek-Segafredo         | "                      |

| Platz | Fahrer             | Nation | Team                  | Zeit       |
| ----- | ------------------ | ------ | --------------------- | ---------- |
| 01.   | Adam Yates         | GBR    | Ineos-Grenadiers      | 9:44:21 h  |
| 02.   | Richie Porte       | AUS    | Ineos-Grenadiers      | + 0:45 min |
| 03.   | João Almeida       | POR    | Deceuninck-Quick-Step | + 0:49 min |
| 04.   | Geraint Thomas     | GBR    | Ineos-Grenadiers      | + 0:53 min |
| 05.   | Wilco Keldermann   | NED    | Bora-Hansgrohe        | + 1:03 min |
| 06.   | Alejandro Valverde | ESP    | Movistar Team         | + 1:04 min |
| 07.   | Hugh Carthy        | GBR    | EF Edukation-Nippo    | + 1:14 min |
| 08.   | Simon Yates        | GBR    | Team BikeExchange     | + 1:21 min |
| 09.   | Esteban Chaves     | COL    | Team BikeExchange     | "          |
| 10.   | Brandon McNulty    | USA    | UAE-Team Emirates     | + 124 min  |

Etappe 4: Ripoll – Port Ainé (Pallars Sobirà) (166,5 km)
Die vierte Etappe startete in Ripoll und endete auf dem Port Ainé (1955 m), einer Bergankunft der Kategorie 'Especial'. Zuvor mussten der Port de Toses (1. Kategorie) und der Port d’El Cantó (Kategorie 'Especial'), sowie drei Zwischensprintwertungen absolviert werden.
| Platz | Fahrer             | Nation | Team                   | Zeit                   |
| ----- | ------------------ | ------ | ---------------------- | ---------------------- |
| 01.   | Esteban Chaves     | COL    | Team BikeExchange      | 4:29:47 h (37,03 km/h) |
| 02.   | Michael Woods      | CAN    | Israel Start-Up Nation | + 0:07 min             |
| 03.   | Geraint Thomas     | GBR    | Ineos-Grenadiers       | "                      |
| 04.   | Adam Yates         | GBR    | Ineos-Grenadiers       | "                      |
| 05.   | Sepp Kuss          | USA    | Jumbo-Visma            | "                      |
| 06.   | Alejandro Valverde | ESP    | Movistar Team          | "                      |
| 07.   | Richie Porte       | AUS    | Ineos-Grenadiers       | "                      |
| 08.   | Wilco Keldermann   | NED    | Bora-Hansgrohe         | "                      |
| 09.   | Nairo Quintana     | COL    | Team Arkéa Samcis      | "                      |
| 10.   | Lucas Hamilton     | AUS    | Team BikeExchange      | "                      |

| Platz | Fahrer             | Nation | Team                  | Zeit       |
| ----- | ------------------ | ------ | --------------------- | ---------- |
| 01.   | Adam Yates         | GBR    | Ineos-Grenadiers      | 14:14:15 h |
| 02.   | Richie Porte       | AUS    | Ineos-Grenadiers      | + 0:45 min |
| 03.   | Geraint Thomas     | GBR    | Ineos-Grenadiers      | + 0:49 min |
| 04.   | Alejandro Valverde | ESP    | Movistar Team         | + 1:03 min |
| 05.   | Wilco Keldermann   | NED    | Bora-Hansgrohe        | "          |
| 06.   | Esteban Chaves     | COL    | Team BikeExchange     | + 1:04 min |
| 07.   | João Almeida       | POR    | Deceuninck-Quick-Step | + 1:07 min |
| 08.   | Hugh Carthy        | GBR    | EF Edukation-Nippo    | + 1:20 min |
| 09.   | Sepp Kuss          | USA    | Jumbo-Visma           | + 1:29 min |
| 10.   | Simon Yates        | GBR    | Team BikeExchange     | + 1:32 min |

Etappe 5: La Pobla de Segur – Manresa (194 km)
Die fünfte Etappe startete in La Pobla de Segur und führte nach Manresa. 26 Kilometer vor dem Ziel wurde der Port de Montserrat (1. Kategorie) nach dem Kloster Montserrat überquert. Zuvor stand eine Bergwertung der 3. Kategorie, sowie drei Zwischensprintwertungen auf dem Programm.
| Platz | Fahrer            | Nation | Team                   | Zeit                   |
| ----- | ----------------- | ------ | ---------------------- | ---------------------- |
| 01.   | Lennard Kämna     | GER    | Bora-Hansgrohe         | 4:29:13 h (44,82 km/h) |
| 02.   | Ruben Guerreiro   | POR    | EF Edukation-Nippo     | + 0:39 min             |
| 03.   | Mikel Bizkarra    | ESP    | Euskaltel-Euskadi      | + 0:42 min             |
| 04.   | Dion Smith        | NZL    | Team BikeExchange      | + 0:44 min             |
| 05.   | Daniel Martin     | IRL    | Israel Start-Up Nation | "                      |
| 06.   | Matej Mohorič     | SLO    | Bahrain-Victorious     | "                      |
| 07.   | James Knox        | GBR    | Deceuninck-Quick-Step  | "                      |
| 08.   | Attila Valter     | HUN    | Groupama-FDJ           | "                      |
| 09.   | Rigoberto Urán    | COL    | EF Edukation-Nippo     | "                      |
| 10.   | Steven Kruijswijk | NED    | Jumbo-Visma            | "                      |

| Platz | Fahrer             | Nation | Team                  | Zeit       |
| ----- | ------------------ | ------ | --------------------- | ---------- |
| 01.   | Adam Yates         | GBR    | Ineos-Grenadiers      | 18:45:27 h |
| 02.   | Richie Porte       | AUS    | Ineos-Grenadiers      | + 0:45 min |
| 03.   | Geraint Thomas     | GBR    | Ineos-Grenadiers      | + 0:49 min |
| 04.   | Alejandro Valverde | ESP    | Movistar Team         | + 1:03 min |
| 05.   | Wilco Keldermann   | NED    | Bora-Hansgrohe        | "          |
| 06.   | Esteban Chaves     | COL    | Team BikeExchange     | + 1:04 min |
| 07.   | João Almeida       | POR    | Deceuninck-Quick-Step | + 1:07 min |
| 08.   | Hugh Carthy        | GBR    | EF Edukation-Nippo    | + 1:20 min |
| 09.   | Sepp Kuss          | USA    | Jumbo-Visma           | + 1:29 min |
| 10.   | Simon Yates        | GBR    | Team BikeExchange     | + 1:32 min |

Etappe 6: Tarragona – Mataró (169 km)
Die sechste Etappe führte von Tarragona über einen hügligen Parcours nach Mataró. Im Verlauf der Strecke wurden zwei Bergwertungen der dritten Kategorie sowie drei Zwischensprintwertungen absolviert.
| Platz | Fahrer                      | Nation | Team                   | Zeit                   |
| ----- | --------------------------- | ------ | ---------------------- | ---------------------- |
| 01.   | Peter Sagan                 | SVK    | Bora-Hansgrohe         | 4:23:18 h (44,16 km/h) |
| 02.   | Daryl Impey                 | RSA    | Israel Start-Up Nation | "                      |
| 03.   | Juan Sebastián Molano       | COL    | UAE-Team Emirates      | "                      |
| 04.   | Reinardt Janse van Rensburg | RSA    | Team Qhubeka Assos     | "                      |
| 05.   | Alexander Kamp              | DEN    | Trek-Segafredo         | "                      |
| 06.   | Clément Venturini           | FRA    | AG2R Citroën Team      | "                      |
| 07.   | Max Kanter                  | GER    | Team DSM               | "                      |
| 08.   | João Almeida                | POR    | Deceuninck-Quick-Step  | "                      |
| 09.   | Michael Valgren             | DEN    | EF Edukation-Nippo     | "                      |
| 10.   | Maxim van Gils              | BEL    | Lotto Soudal           | "                      |

| Platz | Fahrer             | Nation | Team                  | Zeit       |
| ----- | ------------------ | ------ | --------------------- | ---------- |
| 01.   | Adam Yates         | GBR    | Ineos-Grenadiers      | 23:08:45 h |
| 02.   | Richie Porte       | AUS    | Ineos-Grenadiers      | + 0:45 min |
| 03.   | Geraint Thomas     | GBR    | Ineos-Grenadiers      | + 0:49 min |
| 04.   | Alejandro Valverde | ESP    | Movistar Team         | + 1:03 min |
| 05.   | Wilco Keldermann   | NED    | Bora-Hansgrohe        | "          |
| 06.   | Esteban Chaves     | COL    | Team BikeExchange     | + 1:04 min |
| 07.   | João Almeida       | POR    | Deceuninck-Quick-Step | + 1:07 min |
| 08.   | Hugh Carthy        | GBR    | EF Edukation-Nippo    | + 1:20 min |
| 09.   | Sepp Kuss          | USA    | Jumbo-Visma           | + 1:29 min |
| 10.   | Simon Yates        | GBR    | Team BikeExchange     | + 1:32 min |

Etappe 7: Barcelona – Barcelona (133 km)
Die siebte und letzte Etappe startete und endete in der katalanischen Hauptstadt Barcelona. Nach einer Bergwertung der dritten Kategorie erreichten die Fahrer 47 Kilometer vor dem Ziel einen 7,8 Kilometer langen Rundkurs, der sechsmal befahren werden musste. Pro Runde gab es mit der Alto del Castell de Montjuïc eine Bergwertung der 2. Kategorie. Im Rahmen der Etappe wurden ebenfalls drei Zwischensprintwertungen ausgetragen.
| Platz | Fahrer                | Nation | Team                   | Zeit                   |
| ----- | --------------------- | ------ | ---------------------- | ---------------------- |
| 01.   | Thomas De Gendt       | BEL    | Lotto Soudal           | 3:06:10 h (42,86 km/h) |
| 02.   | Matej Mohorič         | SLO    | Bahrain-Victorious     | + 0:22 min             |
| 03.   | Attila Valter         | HUN    | Groupama-FDJ           | + 1:42 min             |
| 04.   | Sébastien Reichenbach | SUI    | Groupama-FDJ           | + 1:46 min             |
| 05.   | Alejandro Valverde    | ESP    | Movistar Team          | "                      |
| 06.   | Michael Woods         | CAN    | Israel Start-Up Nation | "                      |
| 07.   | Marc Hirschi          | SUI    | UAE-Team Emirates      | "                      |
| 08.   | João Almeida          | POR    | Deceuninck-Quick-Step  | "                      |
| 09.   | Adam Yates            | GBR    | Ineos-Grenadiers       | "                      |
| 10.   | Clément Champoussin   | FRA    | AG2R Citroën Team      | "                      |

| Platz | Fahrer             | Nation | Team                  | Zeit       |
| ----- | ------------------ | ------ | --------------------- | ---------- |
| 01.   | Adam Yates         | GBR    | Ineos-Grenadiers      | 26:16:41 h |
| 02.   | Richie Porte       | AUS    | Ineos-Grenadiers      | + 0:45 min |
| 03.   | Geraint Thomas     | GBR    | Ineos-Grenadiers      | + 0:49 min |
| 04.   | Alejandro Valverde | ESP    | Movistar Team         | + 1:03 min |
| 05.   | Wilco Keldermann   | NED    | Bora-Hansgrohe        | "          |
| 06.   | Esteban Chaves     | COL    | Team BikeExchange     | + 1:04 min |
| 07.   | João Almeida       | POR    | Deceuninck-Quick-Step | + 1:05 min |
| 08.   | Hugh Carthy        | GBR    | EF Edukation-Nippo    | + 1:20 min |
| 09.   | Simon Yates        | GBR    | Team BikeExchange     | + 1:32 min |
| 10.   | Lucas Hamilton     | AUS    | Team BikeExchange     | + 1:35 min |

## Wertungen im Verlauf
| Etappe         | Etappensieger   | Gesamtwertung | Sprintwertung  | Bergwertung      | Nachwuchswertung | Teamwertung         | altivster Fahrer |
| -------------- | --------------- | ------------- | -------------- | ---------------- | ---------------- | ------------------- | ---------------- |
| 1              | Anderas Kron    | Anderas Kron  | Anderas Kron   | Sylvain Moniquet | Anderas Kron     | Astana-Premier Tech | Sylvain Moniquet |
| 2              | Rohan Dennis    | João Almeida  | Anderas Kron   | Sylvain Moniquet | João Almeida     | Ineos Grenadiers    |                  |
| 3              | Adam Yates      | Adam Yates    | Adam Yates     | Adam Yates       | João Almeida     | Ineos Grenadiers    | Francisco Galvan |
| 4              | Esteban Chaves  | Adam Yates    | Esteban Chaves | Estaban Chaves   | João Almeida     | Ineos Grenadiers    | Lennard Kämna    |
| 5              | Lennard Kämna   | Adam Yates    | Esteban Chaves | Estaban Chaves   | João Almeida     | Ineos Grenadiers    | Rémi Cavagna     |
| 6              | Peter Sagan     | Adam Yates    | Esteban Chaves | Estaban Chaves   | João Almeida     | Ineos Grenadiers    | Matej Mohorič    |
| 7              | Thomas De Gendt | Adam Yates    | Esteban Chaves | Estaban Chaves   | João Almeida     | Ineos Grenadiers    | Thomas De Gendt  |
| Wertungssieger | Wertungssieger  | Adam Yates    | Esteban Chaves | Esteban Chaves   | João Almeida     | Ineos Grenadiers    |                  |